# My Silver Lining
My Silver Lining is een single van de Zweedse folkband First Aid Kit van hun derde studioalbum Stay Gold. Het is geschreven door Klara en Johanna Söderberg en geproduceerd door Mike Mogis als de leadsingle van het album. De single kwam uit op 31 maart 2014, maar werd pas bekend toen het nummer gebruikt werd voor een televisie-en radio reclamespot van het Franse automodel Renault Kadjar.

## Achtergrond
De single werd in een aantal landen een radiohit. In thuisland Zweden werd echter een bescheiden 38e positie behaald. In Australië werd de 76e positie bereikt, in de Verenigde Staten werd de 22e positie bereikt in de Billboard Hot 100 Adult Alternative Songs en in het Verenigd Koninkrijk werd slechts de 100e positie behaald in de UK Singles Chart.
In Nederland was de single in week 35 van 2014 de 1073e Megahit van de week op NPO 3FM en werd een radiohit. De single bereikte de  25e positie in zowel de B2B Single Top 100 als de publieke hitlijst; de Mega Top 50 op NPO 3FM. In de Nederlandse Top 40 op Radio 538 werd de 33e positie bereikt.
In België bereikte de single de 7e positie in de Vlaamse Ultratop 50 en de 15e positie in de Vlaamse Radio 2 Top 30. In Wallonië werd de 10e positie bereikt.

## Hitnoteringen

### Nederlandse Top 40
| Hitnotering: 17-10-2015 t/m 28-11-2015 | Hitnotering: 17-10-2015 t/m 28-11-2015 | Hitnotering: 17-10-2015 t/m 28-11-2015 | Hitnotering: 17-10-2015 t/m 28-11-2015 | Hitnotering: 17-10-2015 t/m 28-11-2015 | Hitnotering: 17-10-2015 t/m 28-11-2015 | Hitnotering: 17-10-2015 t/m 28-11-2015 | Hitnotering: 17-10-2015 t/m 28-11-2015 | Hitnotering: 17-10-2015 t/m 28-11-2015 |
| Week:                                  | 1                                      | 2                                      | 3                                      | 4                                      | 5                                      | 6                                      | 7                                      |                                        |
| -------------------------------------- | -------------------------------------- | -------------------------------------- | -------------------------------------- | -------------------------------------- | -------------------------------------- | -------------------------------------- | -------------------------------------- | -------------------------------------- |
| Positie:                               | 34                                     | 33                                     | 34                                     | 38                                     | 38                                     | 39                                     | 39                                     | uit                                    |

### B2B Single Top 100
| Hitnotering (Week 1 t/m 6): 30-08-2014 t/m 04-10-2014 Hitnotering (Week 7 t/m 19): 26-09-2015 t/m 12-12-2015 | Hitnotering (Week 1 t/m 6): 30-08-2014 t/m 04-10-2014 Hitnotering (Week 7 t/m 19): 26-09-2015 t/m 12-12-2015 | Hitnotering (Week 1 t/m 6): 30-08-2014 t/m 04-10-2014 Hitnotering (Week 7 t/m 19): 26-09-2015 t/m 12-12-2015 | Hitnotering (Week 1 t/m 6): 30-08-2014 t/m 04-10-2014 Hitnotering (Week 7 t/m 19): 26-09-2015 t/m 12-12-2015 | Hitnotering (Week 1 t/m 6): 30-08-2014 t/m 04-10-2014 Hitnotering (Week 7 t/m 19): 26-09-2015 t/m 12-12-2015 | Hitnotering (Week 1 t/m 6): 30-08-2014 t/m 04-10-2014 Hitnotering (Week 7 t/m 19): 26-09-2015 t/m 12-12-2015 | Hitnotering (Week 1 t/m 6): 30-08-2014 t/m 04-10-2014 Hitnotering (Week 7 t/m 19): 26-09-2015 t/m 12-12-2015 | Hitnotering (Week 1 t/m 6): 30-08-2014 t/m 04-10-2014 Hitnotering (Week 7 t/m 19): 26-09-2015 t/m 12-12-2015 | Hitnotering (Week 1 t/m 6): 30-08-2014 t/m 04-10-2014 Hitnotering (Week 7 t/m 19): 26-09-2015 t/m 12-12-2015 | Hitnotering (Week 1 t/m 6): 30-08-2014 t/m 04-10-2014 Hitnotering (Week 7 t/m 19): 26-09-2015 t/m 12-12-2015 | Hitnotering (Week 1 t/m 6): 30-08-2014 t/m 04-10-2014 Hitnotering (Week 7 t/m 19): 26-09-2015 t/m 12-12-2015 | Hitnotering (Week 1 t/m 6): 30-08-2014 t/m 04-10-2014 Hitnotering (Week 7 t/m 19): 26-09-2015 t/m 12-12-2015 | Hitnotering (Week 1 t/m 6): 30-08-2014 t/m 04-10-2014 Hitnotering (Week 7 t/m 19): 26-09-2015 t/m 12-12-2015 | Hitnotering (Week 1 t/m 6): 30-08-2014 t/m 04-10-2014 Hitnotering (Week 7 t/m 19): 26-09-2015 t/m 12-12-2015 | Hitnotering (Week 1 t/m 6): 30-08-2014 t/m 04-10-2014 Hitnotering (Week 7 t/m 19): 26-09-2015 t/m 12-12-2015 | Hitnotering (Week 1 t/m 6): 30-08-2014 t/m 04-10-2014 Hitnotering (Week 7 t/m 19): 26-09-2015 t/m 12-12-2015 | Hitnotering (Week 1 t/m 6): 30-08-2014 t/m 04-10-2014 Hitnotering (Week 7 t/m 19): 26-09-2015 t/m 12-12-2015 | Hitnotering (Week 1 t/m 6): 30-08-2014 t/m 04-10-2014 Hitnotering (Week 7 t/m 19): 26-09-2015 t/m 12-12-2015 | Hitnotering (Week 1 t/m 6): 30-08-2014 t/m 04-10-2014 Hitnotering (Week 7 t/m 19): 26-09-2015 t/m 12-12-2015 | Hitnotering (Week 1 t/m 6): 30-08-2014 t/m 04-10-2014 Hitnotering (Week 7 t/m 19): 26-09-2015 t/m 12-12-2015 | Hitnotering (Week 1 t/m 6): 30-08-2014 t/m 04-10-2014 Hitnotering (Week 7 t/m 19): 26-09-2015 t/m 12-12-2015 | Hitnotering (Week 1 t/m 6): 30-08-2014 t/m 04-10-2014 Hitnotering (Week 7 t/m 19): 26-09-2015 t/m 12-12-2015 |
| Week: | 1 | 2 | 3 | 4 | 5 | 6 | | 7 | 8 | 9 | 10 | 11 | 12 | 13 | 14 | 15 | 16 | 17 | 18 | 19 | |
| --- | --- | --- | --- | --- | --- | --- | --- | --- | --- | --- | --- | --- | --- | --- | --- | --- | --- | --- | --- | --- | --- |
| Positie: | 80 | 77 | 77 | 84 | 83 | 90 | uit | 100 | 90 | 73 | 98 | 74 | 50 | 51 | 55 | 52 | 58 | 53 | 51 | 69 | uit |

### 3FM Mega Top 50
| Hitnotering (Week 1 t/m 4): 30-08-2014 t/m 20-09-2014 Hitnotering (Week 5 t/m 10): 14-11-2015 t/m 19-12-2015 | Hitnotering (Week 1 t/m 4): 30-08-2014 t/m 20-09-2014 Hitnotering (Week 5 t/m 10): 14-11-2015 t/m 19-12-2015 | Hitnotering (Week 1 t/m 4): 30-08-2014 t/m 20-09-2014 Hitnotering (Week 5 t/m 10): 14-11-2015 t/m 19-12-2015 | Hitnotering (Week 1 t/m 4): 30-08-2014 t/m 20-09-2014 Hitnotering (Week 5 t/m 10): 14-11-2015 t/m 19-12-2015 | Hitnotering (Week 1 t/m 4): 30-08-2014 t/m 20-09-2014 Hitnotering (Week 5 t/m 10): 14-11-2015 t/m 19-12-2015 | Hitnotering (Week 1 t/m 4): 30-08-2014 t/m 20-09-2014 Hitnotering (Week 5 t/m 10): 14-11-2015 t/m 19-12-2015 | Hitnotering (Week 1 t/m 4): 30-08-2014 t/m 20-09-2014 Hitnotering (Week 5 t/m 10): 14-11-2015 t/m 19-12-2015 | Hitnotering (Week 1 t/m 4): 30-08-2014 t/m 20-09-2014 Hitnotering (Week 5 t/m 10): 14-11-2015 t/m 19-12-2015 | Hitnotering (Week 1 t/m 4): 30-08-2014 t/m 20-09-2014 Hitnotering (Week 5 t/m 10): 14-11-2015 t/m 19-12-2015 | Hitnotering (Week 1 t/m 4): 30-08-2014 t/m 20-09-2014 Hitnotering (Week 5 t/m 10): 14-11-2015 t/m 19-12-2015 | Hitnotering (Week 1 t/m 4): 30-08-2014 t/m 20-09-2014 Hitnotering (Week 5 t/m 10): 14-11-2015 t/m 19-12-2015 | Hitnotering (Week 1 t/m 4): 30-08-2014 t/m 20-09-2014 Hitnotering (Week 5 t/m 10): 14-11-2015 t/m 19-12-2015 | Hitnotering (Week 1 t/m 4): 30-08-2014 t/m 20-09-2014 Hitnotering (Week 5 t/m 10): 14-11-2015 t/m 19-12-2015 |
| Week: | 1 | 2 | 3 | 4 | | 5 | 6 | 7 | 8 | 9 | 10 | |
| --- | --- | --- | --- | --- | --- | --- | --- | --- | --- | --- | --- | --- |
| Positie: | 45 | 36 | 47 | 50 | uit | 49 | 30 | 25 | 30 | 43 | 47 | uit |

### NPO Radio 2 Top 2000
| Nummer met noteringen in de NPO Radio 2 Top 2000 | '15 | '16 | '17 | '18 | '19 | '20  | '21  | '22  | '23  | '24  |
| ------------------------------------------------ | --- | --- | --- | --- | --- | ---- | ---- | ---- | ---- | ---- |
| My Silver Lining                                 | 274 | 686 | 733 | 753 | 929 | 1090 | 1183 | 1063 | 1087 | 1236 |

1. ↑  Een vetgedrukt getal geeft de hoogste notering aan.
2. ↑  2015 was het eerste jaar met een notering voor dit nummer.